# Німецька спілка перекладачів
Німецька спілка перекладачів нім. Deutscher Übersetzerfonds є некомерційною організацією, для розвитку літературного перекладу на німецьку мову. 
Заснована в 1997 в Берліні. 
Спілка надає перекладачам стипендії, проводить фахові семінари та воркшопи, оплачує місце запрошеного професора з художнього перекладу в Вільному університеті Берліна.
Голова спілки — Томас Бровот
Спілка фінансується за рахунок федерального фонду культури, Фонду культури землі і міністерства закордонних справ. Ці кошти використовуються в основному на стипендії для перекладачів. 